# Marcus Mierendorff
Marcus Mierendorff (* 29. September 1964 in Berlin) ist ein deutscher Politiker der CDU.
Mierendorff besuchte eine Oberschule in Berlin-Zehlendorf, die Fachoberschule Wirtschaft und Verwaltung sowie die Fachhochschule Wirtschaft und war danach als Kaufmann in der Wohnungswirtschaft tätig. Er ist Mitglied des Haus- und Grundbesitzervereins Steglitz sowie von Greenpeace.
1982 trat Mierendorff in die CDU ein, in der er von 1993 bis 1995 das Amt des stellvertretenden Landesvorsitzenden der Jungen Union übernahm; er war auch stellvertretender Vorsitzender des Zehlendorfer Kreisverbandes und ab 1997 Ortsvorsitzender der CDU in Dahlem. 1999 zog er über die Bezirksliste in das Abgeordnetenhaus von Berlin ein, dem er bis 2001 angehörte. Im September 2001 wurde er in einer Abstimmung von Karl-Georg Wellmann im Amt des Dahlemer CDU-Vorsitzenden abgelöst.